# Río Macleay
El río Macleay es un río que atraviesa los distritos de Northern Tablelands y Mid North Coast de Nueva Gales del Sur, Australia.

## Curso y características

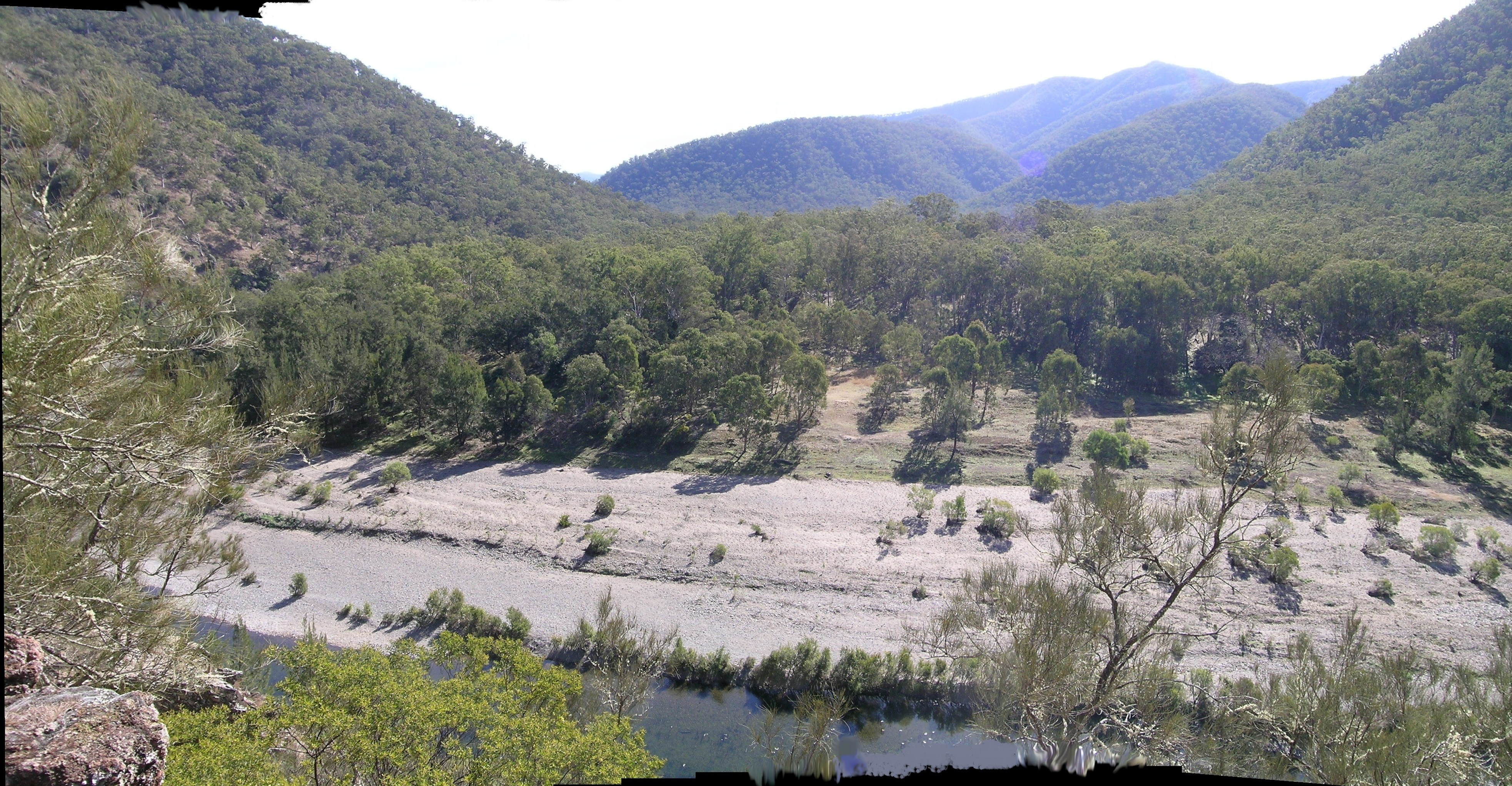
Río Macleay en Oven Camp, Parque nacional Oxley Wild Rivers.

Formado por la confluencia del río Gara, Salisbury Waters y Bakers Creek, el río Macleay nace bajo la montaña Blue Nobby, al este de Uralla, dentro de la Gran Cordillera Divisoria. El río fluye en un curso serpenteante generalmente de este a sur, al que se unen veintiséis afluentes, entre ellos los ríos Apsley, Chandler y Dyke, y pasa por una serie de espectaculares gargantas y cascadas en el Parque nacional de Cunnawarra y el Parque nacional de Oxley Wild Rivers, antes de llegar a su desembocadura en el mar de Tasmania, cerca de South West Rocks. El río desciende 460 metros en su recorrido de 298 kilómetros.
El río fluye junto a la ciudad de Kempsey. A la altura de Frederickton, el río es atravesado por la autopista del Pacífico a través del puente del río Macleay (idioma Dhanggati: Yapang gurraarrbang gayandugayigu). En el momento de su inauguración oficial, en 2013, el puente era el puente de carretera más largo de Australia. El río también es atravesado por la línea ferroviaria de la Costa Norte.
El río Macleay puede desbordarse en la zona de Kempsey, causando en ocasiones grandes daños. En los momentos de máxima crecida, el río Macleay puede contener más de 200.000 gigalitros  de agua.

## Historia
Los Dunghutti, un pueblo aborigen australiano, son los custodios tradicionales de las tierras que rodean la cuenca del río Macleay y la del río Apsley, cuyos descendientes se concentran ahora en la parte baja del río Macleay. En los alrededores de los ríos Macleay y Apsley se han encontrado artefactos de piedra y pruebas de la fabricación de herramientas de piedra por parte de los aborígenes.
John Oxley no se dio cuenta del potencial de este río en 1820, ya que no navegó lo suficientemente lejos río arriba para ver las magníficas masas de madera y la tierra fértil. El río se denominaba vagamente New River por las descripciones de los aborígenes. En 1826, el capitán Wright viajó por tierra desde Port Macquarie y exploró hasta la cabecera de la navegación en Belgrave Falls, una serie de rápidos al oeste de la actual ciudad de Kempsey. En ese momento se denominó río Wrights. El mayor Archibald Clunes Innes, comandante del asentamiento penal de Port Macquarie, envió la primera cuadrilla gubernamental de cortadores de cedro rojo australiano (Toona ciliata) a trabajar allí en 1827. [cita requerida]
En la década de 1830 se establecieron más campamentos de cedros en el Macleay y la zona fue también un refugio para los convictos fugados. En 1841, unos 200 cortadores trabajaban en la zona del río, donde la violencia y el robo de troncos no eran infrecuentes. La demanda y los precios cayeron en 1842 y la tala a lo largo del Macleay disminuyó, aunque continuó en los afluentes superiores. Cuando los europeos llegaron a la zona, en torno a la década de 1820, la desembocadura del río se encontraba justo al sur de Grassy Head, y tenía casi una milla de ancho con un espigón de arena en el centro. La pequeña ciudad de Stuarts Point se estableció en el río justo en el interior para servir a los barcos que llegaban.
La franja costera que se extiende desde South West Rocks hasta Grassy Head es un amplio delta con varios canales conectados al río. Hacia 1885, el ingeniero naval inglés John Coode asesoró sobre la mejora de varios ríos y puertos de Australia, entre ellos el Macleay. El Departamento de Obras Públicas preparó cuatro planes de mejora de la desembocadura, Coode era partidario de mejorar la entrada existente. En 1893 una inundación amplió una abertura cerca de South West Rocks y el departamento optó por mejorarla, llamada New Entrance, aunque Coode consideró que no era suficiente para drenar todas las aguas del distrito. Las obras de la nueva entrada comenzaron en abril de 1896, mejorando el canal y añadiendo muros de formación. En 1902 se construyó una nueva estación de pilotaje, estableciendo la ciudad de South West Rocks. Las obras finalizaron en 1906. En la actualidad, la antigua desembocadura se ha encenagado, dejando a Stuarts Point en un tramo sin salida. [cita requerida]
También conocido como río Wright, río Trail, río New y McLeay, fue nombrado río Macleay en honor al suegro de Innes, Alexander Macleay, científico nacido en Escocia y secretario colonial de Nueva Gales del Sur.